# Michelle Ferris
Michelle Louise Ferris (Warrnambool, 24 de septiembre de 1976) es una deportista australiana que compitió en ciclismo en la modalidad de pista, especialista en las pruebas de velocidad y contrarreloj. Es públicamente lesbiana.
Participó en dos Juegos Olímpicos de Verano, obteniendo una medalla de plata en cada edición, en Atlanta 1996 en la prueba de velocidad individual y en Sídney 2000 en 500 m contrarreloj.
Ganó siete medallas en el Campeonato Mundial de Ciclismo en Pista entre los años 1995 y 1999.

## Medallero internacional
| Juegos Olímpicos   | Juegos Olímpicos         | Juegos Olímpicos  | Juegos Olímpicos     |
| Año                | Lugar                    | Medalla           | Competición          |
| ------------------ | ------------------------ | ----------------- | -------------------- |
| 1996               | Atlanta (Estados Unidos) | Medalla de plata  | Velocidad individual |
| 2000               | Sídney (Australia)       | Medalla de plata  | 500 m contrarreloj   |
| Campeonato Mundial |                          |                   |                      |
| Año                | Lugar                    | Medalla           | Competición          |
| 1995               | Bogotá (Colombia)        | Medalla de bronce | 500 m contrarreloj   |
| 1996               | Mánchester (Reino Unido) | Medalla de bronce | 500 m contrarreloj   |
| 1997               | Perth (Australia)        | Medalla de plata  | Velocidad individual |
| 1997               | Perth (Australia)        | Medalla de plata  | 500 m contrarreloj   |
| 1998               | Burdeos (Francia)        | Medalla de plata  | Velocidad individual |
| 1998               | Burdeos (Francia)        | Medalla de bronce | 500 m contrarreloj   |
| 1999               | Berlín (Alemania)        | Medalla de plata  | Velocidad individual |